# Janoušov
Janoušov (in tedesco Janauschendorf) è un comune della Repubblica Ceca facente parte del distretto di Šumperk, nella regione di Olomouc.